# Annabelle Moore
Pour les articles homonymes, voir Moore.
Annabelle Moore (née Annabella Whitford, le 6 juillet 1878 à Chicago et morte le 1er décembre 1961 ibid.), également connue aussi sous le nom de Peerless Annabelle, est une actrice et danseuse américaine qui s'est produite dans de nombreux premiers films muets. Elle est l'égérie de la Gibson Girl de la production théâtrale Ziegfeld Follies de Broadway à New York de 1907.

## Biographie
Annabelle Whitford fait ses débuts à l'âge de 15 ans en dansant à l'exposition universelle de 1893 qui se tient à Chicago.
Elle déménage ensuite à New York, où elle joue dans plusieurs films pour les studios Edison. C'est ainsi qu'elle imite les chorégraphies de Loïe Fuller, qui refuse à la même époque l'invitation à se produire dans le « Black Maria », le premier studio de cinéma, pour l'un des premiers films de l'histoire. Ces films, réalisés par William Kennedy Laurie Dickson, sont enregistrés avec la caméra Kinétographe, la première caméra du cinéma, pour une exploitation dans les salles de kinétoscopes, les Kinetoscope Parlors, et durent moins d'une minute, comme tous les films primitifs. Certains de ces films sont coloriés à la main aux encres à l'aniline. Puis, elle apparaît au théâtre de Broadway.
Annabelle est très populaire dans sa jeunesse. La vente de ses films est encore stimulée en décembre 1896 quand il a été révélé qu'elle avait été approchée pour apparaître nue lors d'un dîner privé au « Sherry's Restaurant »,. On dit qu'elle a introduit l'érotisme dans le cinéma.
Elle épouse Edward James Buchan en 1910, qui décède en 1958.
Même si elle est très populaire avant son mariage, Annabelle décède dans la précarité à Chicago en 1961,.

## Filmographie
- 1894 : Butterfly Dance (Danse du papillon) ou Annabelle no 1[13] ;
- 1894 : Tambourine Dance ;
- 1894 : Annabelle Sun Dance ou Annabelle no 3 (décembre)[14] ;
- 1895 : Butterfly Dance (Danse du papillon) Remake du premier ;
- 1895 : Serpentine Dance (Danse serpentine) ou Annabelle no 2 (1er avril)[5] ;
- 1896 : Butterfly Dance ou Skirt Dance by Annabelle (31 août)[15] ;
- 1896 : Annabelle in Flag Dance (septembre)[16] ;
- 1896 : Serpentine Dance by Annabelle (septembre)[17] ;
- 1896 : Tambourine Dance by Annabelle (septembre)[18] ;
- 1897 : Butterfly Dance (janvier)[19] ;
- 1897 : Sun Dance - Annabelle (mai)[20] ;
- 1897 : Annabelle Serpentine Dance ou Annabelle Serpentine Dance no 4 (8 mai)[21] ;
- 1900 : The Sprightly Romance of Marsac (3 décembre)[22],[23] ;
- 1901 : The Sleeping Beauty and the Beast : Johnnie (4 novembre 1901 au 31 mai 1902)[23] ;
- 1902 : A Mermaid Dance (novembre)[24] ;
- 1904 : A Venetian Romance : Francesca (2 mai au 28 mai)[23] ;
- 1906 : The Belle of Mayfair (en) : Lady Violet Gussop (3 décembre 1906 au 30 mars 1907)[23] ;
- 1908 : Ziegfeld Follies of 1908 : The Nell Brinkley Girl (15 juin au 26 septembre)[23] ;
- 1909 : Ziegfeld Follies of 1909 (avec Grace La Rue, Nora Bayes et Lucy Weston) (14 juin au 7 août)[23] ;
- 1911 : The Happiest Night of His Life : Minnie Randolph (20 février au 11 mars)[23] ;
- 1912 : The Charity Girl : Kaluka (2 octobre au 19 octobre)[23].

## Galerie

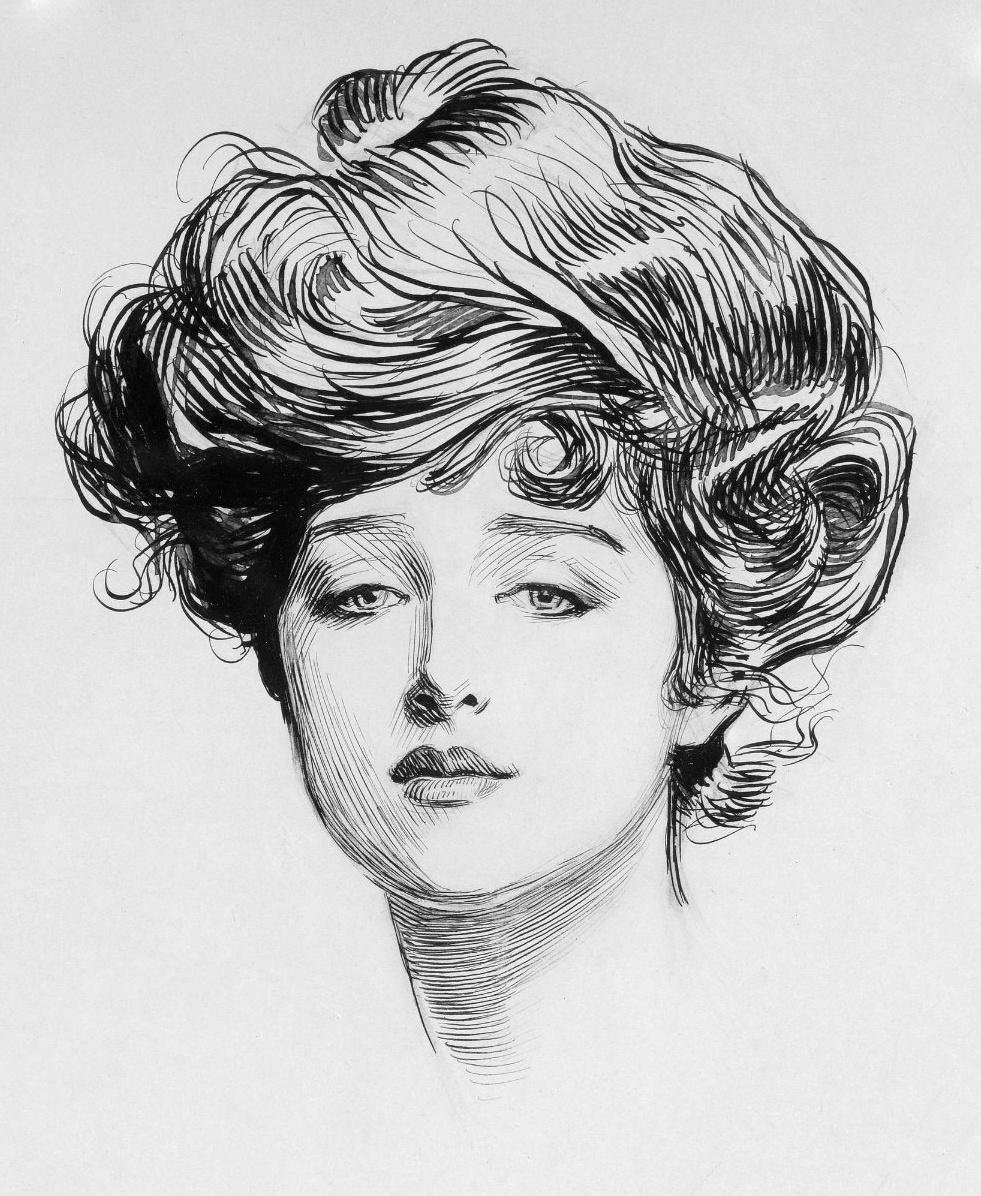
Un portrait « Gibson Girl » par Charles Dana Gibson (Remarque : Cette image emblématique a été sélectionnée par la poste américaine pour en publier un timbre le 3 février 1998).
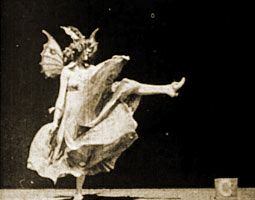
Une photo du film de 1894, Annabelle Butterfly.
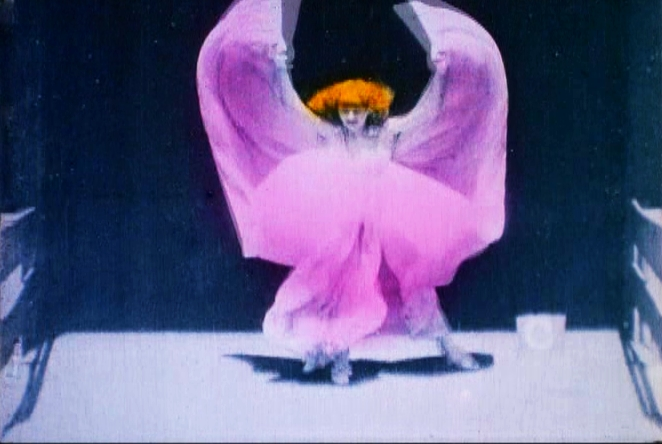
Film Danse du papillon (1894), interprété par Annabelle Whitford, réalisé par William Kennedy et Laurie Dickson, colorié à la main par Antonia Dickson.
- Anabelle Moore dans Danse serpentine (Annabelle) de William Kennedy Laurie Dickson, en 1895.

## Source et références
- (en) Cet article est partiellement ou en totalité issu de l’article de Wikipédia en anglais intitulé « Annabelle Moore » (voir la liste des auteurs).

1. ↑  (en) Annabelle Moore : Stage and early film dancer, publié sur le site cabinetcardgallery.com (consulté le 8 novembre 2020).
2. ↑  (en) Richard Abel (en) (Paul Spehr), Encyclopedia of Early Cinema, Abingdon-on-Thames, Taylor & Francis, 2005, 791 p., in-8° (ISBN 0-415-23440-9 et 9780415234405, présentation en ligne, lire en ligne), p. 446.
3. ↑  (en) United Press International, « Original Gibson Girl dies at 83 », sur Pittsburgh Press (en), 1er décembre 1961 (consulté le 8 novembre 2020).
4. ↑  (en) Joshua Yumibe, Moving Color : Early Film, Mass Culture, Modernism, New Brunswick (New Jersey), Rutgers University Press, 2012, 230 p., in-8° (ISBN 978-0-8135-5298-9 et 0-8135-5298-2, présentation en ligne, lire en ligne), p. 52.
5. 1 2 3  « Annabelle Serpentine Dance (1895) » (présentation de l'œuvre), sur l'Internet Movie Database.
6. ↑  (en) Paul McDonald, The Star System : Hollywood's Production of Popular Identities, New York, Wallflower Press, 2000, 134 p., in-8° (ISBN 1-903364-02-7 et 9781903364024, présentation en ligne, lire en ligne), p. 22.
7. ↑  (en) « Biography of Annabelle (1878-1961) American skirt dancer and stage beauty », sur victorian-cinema.net (consulté le 8 novembre 2020).
8. ↑  (en-US) « The Mysterious Annabelle Whitford », sur Bella St. Sation, 13 juillet 2010 (consulté le 8 novembre 2020).
9. ↑  (en-US) Edison Studios, « Serpentine Dance (1895) », sur Internet Archive, 14 juin 2004 (consulté le 8 novembre 2020).
10. ↑  (en) André Gaudreault, American Cinema 1890-1909 : Themes and Variations, New Brunswick (New Jersey), Rutgers University Press, 2009, XVII-268 p., 24 cm (ISBN 978-0-8135-4442-7 et 978-0-8135-4443-4, OCLC 717183583, BNF 42036417, SUDOC 15313030X, présentation en ligne, lire en ligne), p. 35.
11. ↑  (en-US) Staff report, « Peerless Annabelle, 83 : Former Dancer and Showgirl Dies Penniless in Chicago », sur The New York Times, 2 décembre 1961 (consulté le 8 novembre 2020).
12. ↑  (en-US) Chicago Tribune, « Obituary », sur Newspapers.com, 3 décembre 1961 (consulté le 8 novembre 2020).
13. ↑  « Annabelle Butterfly Dance (1894) » (présentation de l'œuvre), sur l'Internet Movie Database.
14. ↑  « Annabelle Sun Dance (1894) » (présentation de l'œuvre), sur l'Internet Movie Database.
15. ↑  « Butterfly Dance (1896) » (présentation de l'œuvre), sur l'Internet Movie Database.
16. ↑  « Annabelle in Flag Dance (1896) » (présentation de l'œuvre), sur l'Internet Movie Database.
17. ↑  « Serpentine Dance by Annabelle (1896) » (présentation de l'œuvre), sur l'Internet Movie Database.
18. ↑  « Tambourine Dance by Annabelle (1896) » (présentation de l'œuvre), sur l'Internet Movie Database.
19. ↑  « Butterfly Dance (1897) » (présentation de l'œuvre), sur l'Internet Movie Database.
20. ↑  « Sun Dance - Annabelle (1897) » (présentation de l'œuvre), sur l'Internet Movie Database.
21. ↑  « Serpentine Dance, Annabelle (1897) » (présentation de l'œuvre), sur l'Internet Movie Database.
22. ↑  (en) « Macklyn Arbuckle : The Sprightly Romance of Marsac », sur IMDb, 3 décembre 1900 (consulté le 8 novembre 2020).
23. 1 2 3 4 5 6 7 8  (en) Annabelle Moore sur l'Internet Broadway Database
24. ↑  « A Mermaid Dance (1902) » (présentation de l'œuvre), sur l'Internet Movie Database.